# Michael Mai
Michael Mai (* 25. Juli 1974 in Äthiopien) ist ein US-amerikanischer Basketballtrainer.

## Laufbahn
Mai wurde in Äthiopien geboren, wo seine Mutter als Lehrerin und sein Vater als Pastor arbeiteten, später wuchs er auch in Nigeria und Liberia sowie ab dem  13. Lebensjahr dann in den Vereinigten Staaten auf.
Er spielte zwischen 1994 und 1997 Basketball in der Hochschulmannschaft der Judson University im US-Bundesstaat Illinois und absolvierte ein Wirtschaftsstudium. Nach dem Ende seiner Collegezeit wollte Mai den Sprung ins Profitum versuchen und nahm unter anderem an einem Sichtungscamp des NBA-Klubs Chicago Bulls teil. Aufgrund einer Knieverletzung musste Mai seine Spielerkarriere jedoch noch im Jahr 1997 beenden. Er kehrte an die Uni zurück und machte am Western Seminary in Portland (Bundesstaat Oregon) einen Masterabschluss im Fach „Interkulturelle Studien“.
Während seiner Studienzeit in Portland arbeitete Mai als Cheftrainer der Basketballmannschaft an der Damascus Christian School und war nach seinem Masterabschluss in Vollzeit als Lehrer und Trainer an der Schule nahe Portland tätig.
Ab Juni 2007 fungierte Mai als Europadirektor von „News Release Basketball“, einer christlichen Basketballorganisation, in der er bereits während seiner Studienzeit aktiv gewesen war. Zu seinen Aufgaben gehörten unter anderem die Organisation der Europareisen der Auswahlmannschaften von „News Release“, an denen ehemalige Collegespieler aus den USA teilnehmen. Im Rahmen dieser Reisen finden unter anderem Freundschaftsspiele gegen Mannschaften aus europäischen Ländern sowie Basketball-Camps für Jugendliche statt. Mai betreute die „News-Release“-Auswahl als Trainer und leitete Camps.
Zusätzlich zu seinen Aufgaben bei „News Release“ übernahm er im August 2007 den Cheftrainerposten beim Regionalligisten BBC Magdeburg, den er bis Juli 2010 innehatte. Dann wechselte er als Co-Trainer zum UBC Hannover in die 2. Bundesliga ProA. Im Dezember 2010 beförderte ihn der UBC nach der Trennung von Mahmut Ataman zum Cheftrainer. Mai führte die Hannoveraner zum sportlichen Klassenverbleib, allerdings zog sich die Mannschaft zur Saison 2011/12 in die ProB zurück. Unter Mais Leitung beendete Hannover die Punktrunde der ProB-Saison 2011/12 als Tabellenerster der Nordstaffel und schied in den nachfolgenden Playoffs im Halbfinale aus. In der Saison 2012/13 wurde die Teilnahme an der Meisterrunde verpasst, daraufhin kam es Anfang Mai 2013 zur Trennung zwischen Mai und dem Verein.
Im Juni 2014 wurde Mai bei den VfL Kirchheim Knights aus der ProA als neuer Cheftrainer vorgestellt. In der Saison 2015/16 kam der VfL unter seiner Leitung in der Meisterrunde ins Viertelfinale, 2016/17 führte er die Kirchheimer ins Halbfinale. Nach dem Saisonende bat Mai um die Auflösung seines noch geltenden Vertrages und wurde kurz nach seinem Weggang aus Kirchheim von ProA-Aufsteiger PS Karlsruhe Lions als neuer Cheftrainer vorgestellt. Die Karlsruher führte er in ihrer ersten Zweitligasaison ins Halbfinale und wurde anschließend als Trainer des Jahres der 2. Bundesliga ProA ausgezeichnet. Mitte November 2018 wurde er von den Karlsruhern entlassen, nachdem die Mannschaft die Spielzeit 2018/19 mit zwei Siegen und sieben Niederlagen begonnen hatte.
Nach seiner Karlsruher Zeit hospitierte er beim Bundesligisten Eisbären Bremerhaven, wurde Co-Trainer und übernahm Ende Februar 2019 das Amt des Eisbären-Cheftrainers, nachdem Dan Panaggio zurückgetreten war. Obwohl die Bremerhavener unter Mai einen Aufschwung erlebten und unter anderem vier der letzten zehn Saisonspiele gewannen, stieg die Mannschaft aus der Bundesliga ab, da sie am letzten Spieltag gegen den Mitteldeutschen BC verlor, während Konkurrent Crailsheim Oldenburg besiegte. Nach dem Bundesliga-Abstieg blieb die Zukunft der Eisbären Bremerhaven mehrere Monate lang unklar, ehe grünes Licht gegeben wurde. Mai blieb in Bremerhaven und erhielt die sportliche Gesamtverantwortung für den Wiederaufbau: Er unterschrieb Anfang August 2019 einen Dreijahresvertrag als Trainer und Sportlicher Leiter. Zu Beginn der Saison 2019/20 legten die Eisbären unter Mais Führung eine Serie von acht Siegen hin, ehe sie gegen Chemnitz die erste Niederlage einstecken mussten. Mitte März 2020, als die Saison wegen der Ausbreitung des Coronavirus SARS-CoV-2 abgebrochen wurde, stand Mai mit der Mannschaft auf dem zweiten Tabellenrang, man erhielt deshalb das sportliche Aufstiegsrecht in die Bundesliga zugesprochen. Bremerhaven blieb jedoch in der zweiten Liga. Ende Februar 2022 wurde Mai von den Eisbären entlassen. Die Mannschaft war zuvor auf den zehnten Tabellenplatz gerutscht, die Vereinsführung schätzte die sportliche Lage deshalb als angespannt ein und sah das Saisonziel in Gefahr.
Im Februar 2023 wurde Mai Cheftrainer des Zweitligisten Medipolis SC Jena. Er führte die abstiegsbedrohten Thüringer im Frühling 2023 zum Klassenerhalt, damit endete seine Amtszeit in Jena. Mai war bei Veranstaltungen zur Trainerausbildung unter anderem in Sambia (Januar 2023) und Madagaskar (August 2023) tätig.